# Buick Envista
Buick Envista — це компактний кросовер, який виробляє General Motors і продається під брендом Buick з 2022 року. Він поділяє платформу GM VSS-F з Chevrolet Trax (у Китаї продається як Seeker).
Представлений для китайського ринку в серпні 2022 року,  GM представив Envista в квітні 2023 року в Сполучених Штатах і Канаді.  Envista виробляється в Чханвоні, Південна Корея, компанією GM Korea і в Китаї компанією SAIC-GM.

## Огляд

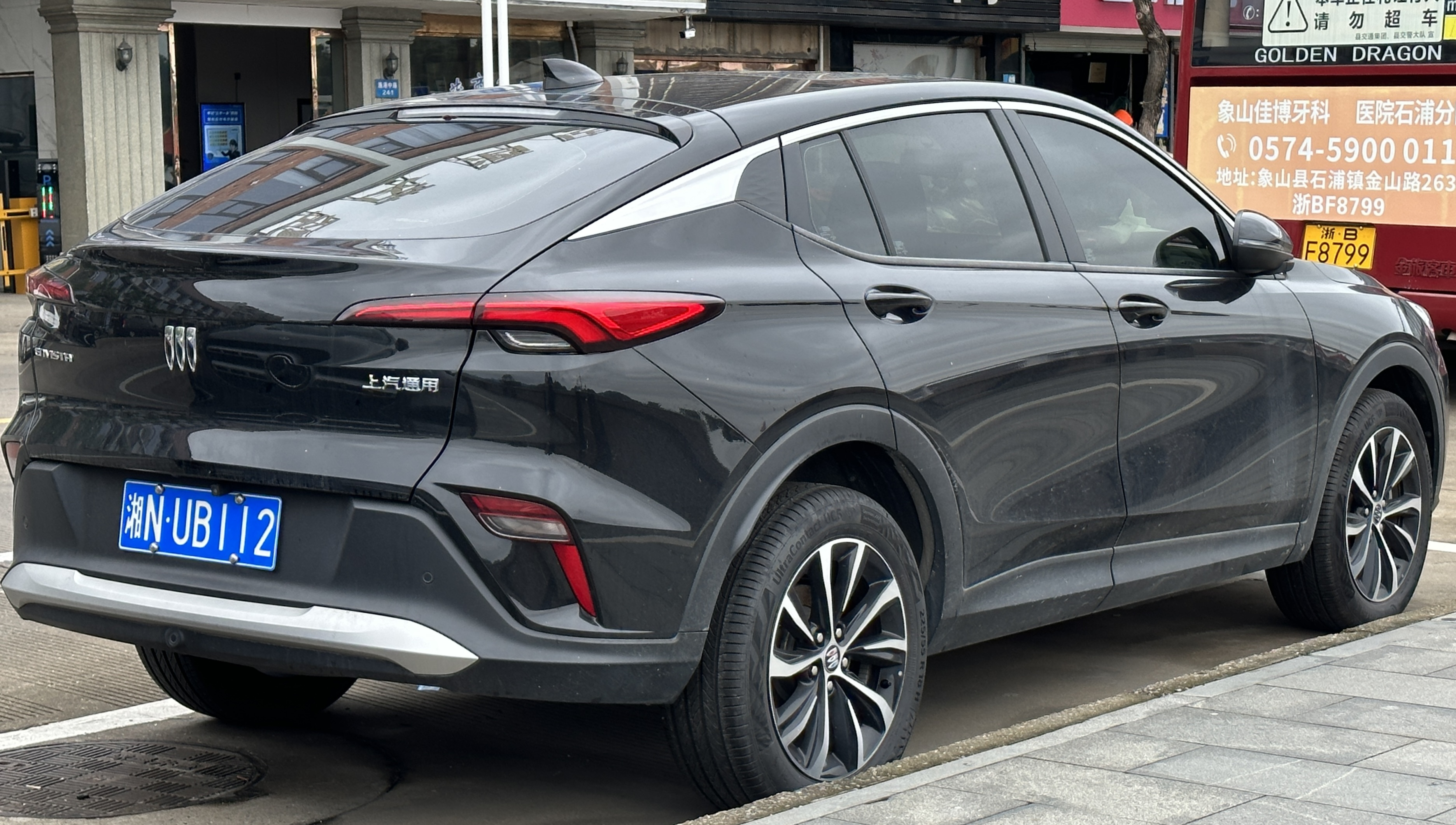
Вид ззаду

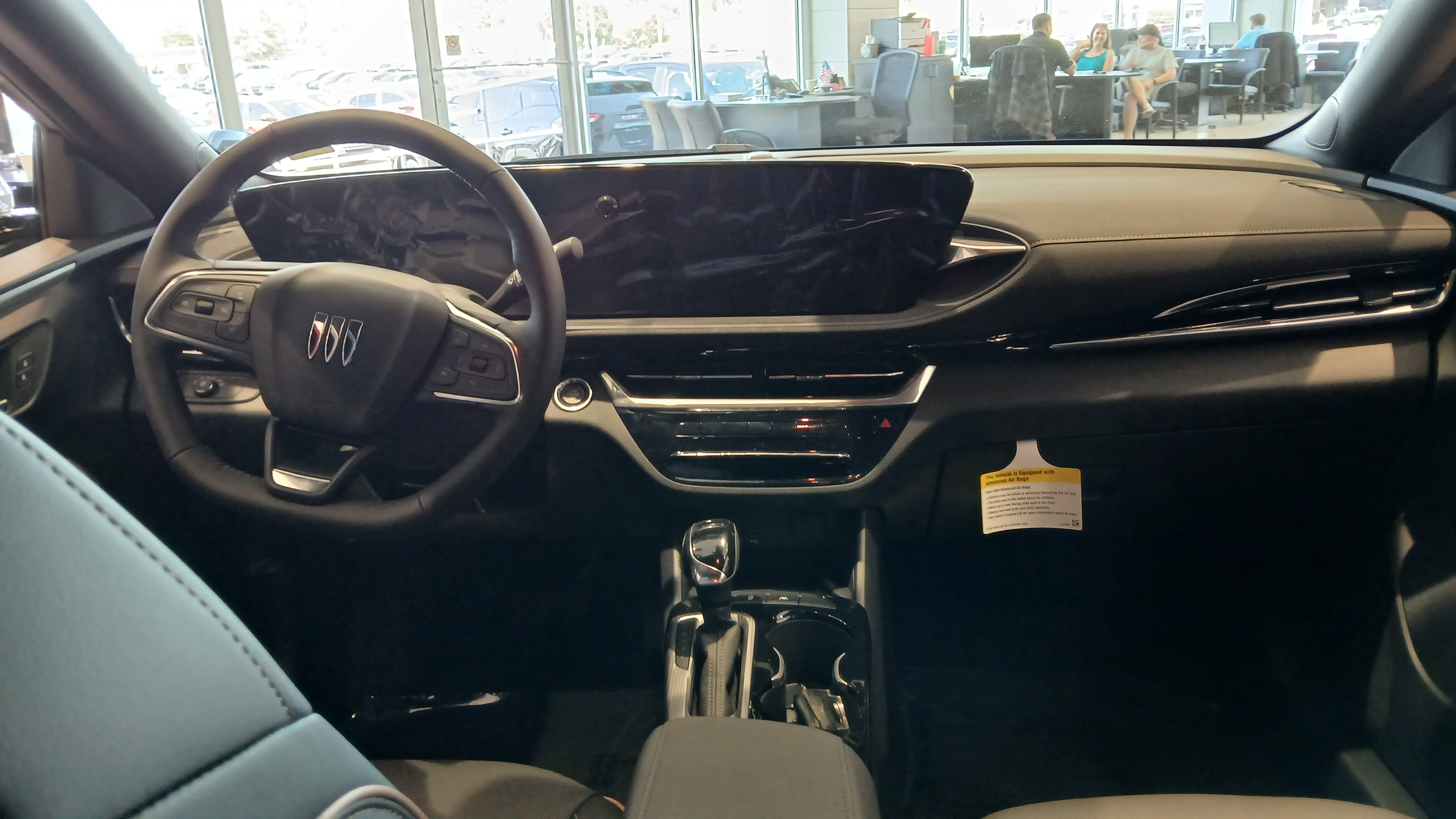
Інтер'єр

У Китаї Envista оснащується 1,5-літровим рядним чотирицилиндровим двигуном LYX з турбонаддувом , який видає 181 кінську силу (135 кВт) і 248 Н⋅м крутного моменту в поєднанні з варіатором.
На ринку Північної Америки Envista оснащується 1,2-літровим бензиновим двигуном GM E-Turbo (LIH) з турбонаддувом, потужністю 136 кінських сил (101 кВт) і 220 Н⋅м крутного моменту в поєднанні з шестиступінчастою автоматичною коробкою передач.  Envista пропонується в трьох комплектаціях: Preferred, Sport Touring (ST) і Avenir, кожен з переднім приводом.
У передній підвісці використовуються стійки McPherson, а в задній підвісці використовується складена задня підвіска з кривошипно -шатунною напівнезалежною поворотною балкою (або торсіонною балкою) із стандартним зв’язком Watts для комплектації Avenir і доступним для ST. 
Інтер’єр Envista складається з однієї панелі, що поєднує 8-дюймовий екран для приладів водія та 11-дюймовий екран інформаційно-розважальної системи. Пропонуються бездротові Android Auto та Apple CarPlay, а також оновлення по повітрю та аудіосистема з об’ємним звуком.  Панелі передніх дверей і панель приладів мають прошиті елементи, а рівні комплектації Avenir і ST мають вишиті логотипи підголівників. 
Чорні 18-дюймові легкосплавні диски є стандартними для комплектації ST, доступні 19-дюймові колеса. Яскраво-сірі 19-дюймові легкосплавні диски є стандартними для Avenir. 

Envista має пасажирський об’єм, зазначений EPA, 2,76 м 3 і максимальний об’єм вантажу 0,59 м 3 з задніми сидіннями і 1,2 м 3 зі складеним заднім сидінням.  

### Двигуни
- 1.2 L LIH turbo I3 136 к.с.
- 1.5 L LYX turbo I4 181 к.с. (Китай)

## Продажі
| рік      | США    |
| -------- | ------ |
| 2023 рік | 13 301 |